# 赫氏歐白魚
赫氏歐白魚（学名：Alburnus heckeli）為輻鰭魚綱鯉形目雅羅魚科歐白魚屬的其中一種，分布於亞洲底格里斯河上游流域，體長可達11.9公分，棲息在底中層水域，生活習性不明。

## 扩展阅读
維基物種上的相關：赫氏歐白魚